# Никольское (Рассказовский район)
Никольское — село в Рассказовском районе Тамбовской области, является административным центром Никольского сельсовета.

## История
Село основано в канун второй ревизской сказки 1745 года однодворцами и мелкими помещиками. Об этом подробно записано в переписной книге. Сюда переселились однодворцы из села Саюкино Дмитриевского прихода. Среди 184 человек были Захар Севостьянов, Дмитрий Севостьянов, Архип Губанов, Григорий Губанов, Федор Губанов, Петр Чернышев, Афанасий Иноземцев и другие.
Вместе с однодворцами помещики Алексей Давыдов и Евсей Осипов переселили своих крепостных крестьян из села Саюкино Дмитриевского прихода. За Давыдовым числилось 33 человека, за Осиповым — 35. Дворянин Антон Соседов переселил 16 крепостных из деревни Гремячки Ряжского уезда; Яков Бордюков поселил в Никольском 18 крепостных, переведенных из села Туфановского Мещерского уезда; Иван Кандауров — 18 человек, купленных им в деревне Гуровской Ряжского уезда.
В 1745 году самым крупным помещиком села был капитан Свищев, который в разных деревнях и селах Владимирского уезда купил 146 крепостных крестьян и поселил их на землях села Никольское.
В 1771 году село Никольское, как и весь край, постигла чума, в 1830 году — холерная эпидемия. К концу 1830 года крестьяне дважды поднимались и выступали группами против местных властей. Они требовали улучшения врачебной помощи болеющим.
В 1918 года в селе проживало 2 тыс. человек.
Год спустя, 1918 году, в селе была установлена советская власть.
До революции в селе не было ни медицинского пункта, ни врачей. Лечили больных знахари. В настоящее время действует фельдшерско-акушерский пункт.
До 1917 года в селе были две школы — церковно-приходская и земская.
В 1927 году был организован первый колхоз «Красный маяк». Затем были организованы ещё три колхоза: имени 8 марта, имени Буденного, имени Когановича, позже они объединились в одно хозяйство, вначале имени Ленина, затем Память Ленина.
В годы Великой Отечественной войны из села на фронт ушли около 500 человек, не вернулись с полей сражений — 114 человек.
Село Никольское славится своим геологическим памятником, расположенным на берегу реки Большой Ломовис — богатой верхнемеловой фауной, в частности разнообразными губками.
Кроме того, в середине 1960-х годов на территории села Никольское открыто месторождение «Центральное», которое по запасам руды и полезных ископаемых является одним из крупнейших в мире и содержит половину таблицы Менделеева.